# Vaï (rappeur)
Vaï, anciennement Mélo ou Mélopsy, noms de scène d’Adil Takhssait, est un rappeur, chanteur et musicien canadien d’origine marocaine, né le 24 avril 1979 à Paris en France.

## Biographie

### Enfance et origine
Né à Paris le 24 avril 1979 dans une famille marocaine et a immigré au Canada en 1993 à Montréal

### Début: LMDS
Vaï forme en 1994 le groupe LMDS (abréviation de Les Messagers Du Son) avec son camarade de classe et ami Cyril Kamar (K.Maro). Il prend le nom de Mélo (Mélopsy) tandis que Cyril prend le nom de Lyrik.[source secondaire nécessaire]
Ils ont deux albums à succès Les Messagers du Son en 1997 et Il Faudrait Leur Dire en 1999. Le premier album éponyme de LMDS, Les Messagers du Son, paru en 1997 a atteint les premières positions des palmarès québécois et le duo s'est produit au festival de musique Les FrancoFolies de Montréal en 1999. Ils ont suivi avec Il faudrait leur dire et une compilation sortie en France, où tous deux résidaient depuis un certain temps.
Après la séparation du groupe en 2001, Vaï et K.Maro ont tous deux poursuivi leur carrière solo.[source secondaire souhaitée]

### Carrière solo (2007)
Adil sort son premier album solo Street Life.

## Albums et EPs

### Avec LMDS
- 1997 : Les Messagers du Son
- 1999 : Il Faudrait Leur Dire

- "Cette une belle histoire" (avec Jodie Resther)
- "Rejoins-toi à la danse"
- "Tu me dirais"
- "Le bien de demain"
- "La Squadra"

### En solo
- "Street Life" avec Zaho (2004)
- "Sur ma vie" (2008)
- "Infidèle" (2009)
- "À zéro" (2019)
- "Corrida" (2019)
- "Sous la pluie" (2019)
- "Revolver" (2019)
- "Suffoque" (2020)
- "Namek" (2020)
- "LE PARADIS" (2020)